# 하라다 노부타네
하라다 노부타네(일본어: 原田信種, 1560년 ~ 1598년?)는 센고쿠 시대의 무장으로서 지쿠젠 다카스 산성의 성주이다.

## 생애

### 가독 상속
에이로쿠 3년(1560년), 아버지 구사노 시게나가의 아들로 태어났다. 이때 이름은 고로이다. 아버지 시게나가는 원래 하라다 다카타네의 아들이었지만, 구사노 씨에 양자로 들어갔고 류조지 씨가 압박하여 고로를 인질로 보냈지만, 하라다 씨의 가독을 이은 숙부 하라다 지카타네는 오토모 씨의 전쟁에 책임(혹은 모반에 책임)지고 자결을 명받고 그 사람의 아들 하라다 히데타네는 지카타네(히데타네의 아버지)가 죽기 전에 전사했다. 가문의 단절을 우려한 조부 하라다 다카타네가 아버지 구사노 시게나가에게 요청해 류조지의 인질로 되어 있던 고로를 불려 들이고 하라다 씨를 상속한다. 이름을 하라다 노부타네로 개명한다.

### 처세술
덴쇼 6년(1578년) 오토모 씨와 시마즈씨 간에 벌어진 미미가와 전투에서 오토모 씨가 대패하자 아키즈키 다네자네와 류조지 씨로 자리를 옮겼다. 덴쇼 12년(1584년) 오키타나와테 전투에서 류조지 씨가 시마즈 씨에 대패하여 규슈 패권은 시마즈 씨가 장악한다. 이에 하라다 노부타네도 시마즈 씨 종속했지만, 1587년 도요토미 히데요시(豐臣秀吉)의 규슈 정벌로 시마즈 씨는 히데요시에 종속한다.

### 말년
1592년 가토 기요마사(加藤淸正) 군대에 소속되어 출병하고 1598년 울산성 전투에서 전사 혹은 병사하였다.

### 김충선 설
하라다가 전사하지 않고 1592년 조선에 상륙하자마자 항복해 조선을 위해 싸운 김충선(金忠善)이라는 설도 있다. 그러나 김충선과 노부타네는 생년이 1571년/1560년으로 명확히 차이 나서 동일인일 수가 없으며, 노부타네(信種)라는 이름을 두고 굳이 뜻도 없는 사야가(沙也可)라는 가명을 쓸 일이 없다.
또 다른 김충선으로 지목되는 ‘사이카 마고이치’(일본 사이카 조총 용병대 우두머리의 별칭)가 진짜 김충선이었다면, 자신을 본명(스즈키氏) 대신에 사이카라고 소개했을 가능성이 높고, 유력 다이묘가 아닌 시골 변두리 호족 집단이었던 까닭에 雜賀(잡하)라는 한자를 몰랐을 가능성이 높으며, 그 사람 처지에서는 조선은 외국이므로 한자권이면 다 뜻이 통한다는 사실을 간과한 채 조선사람을 시켜 편지를 썼을 가능성이 높다. 대필하는 사람에게 사이카라고 대답했다면, 듣는 조선 사람 처지에서는 조선식 표음대로 한자를 썼을 가능성이 다분하다. (사이카, 雜賀 -> 사야가,沙也可)

## 같이 보기
- 사야가